# Provincia Khon Kaen
Khon Kaen (în thailandeză ขอนแก่น) este o provincie (changwat) din Thailanda. Situată în regiunea de Nord-Est, provincia Khon Kaen are în componența sa 26 districte (amphoe), 198 de sub-districte (tambon) și 2139 de sate (muban). 
Cu o populație de 1.756.719 de locuitori și o suprafață totală de 10.886,0 km2, Khon Kaen este a 4-a provincie din Thailanda ca mărime după numărul populației și a 15-a după mărimea suprafeței.